# 吉田博宣
吉田博宣（よしだ ひろのぶ、1938年 - ）は、日本の造園学者。農学博士（京都大学）。京都大学名誉教授。京都大学教授を経て、日本大学生物資源科学部教授。

## 略歴
1955年 - 2001年, 日本造園学会 評議員。
1960年、京都大学農学部 林学科 卒業後、同学科造園学講座勤務。
1997年 - 1999年, 日本緑化工学会 会長。
1997年 - 2001年, 京都大学大学院農学研究科教授。
1998年 - 2000年, 日本造園学会 関西支部長 
1999年、国際造園家協会日本支部（IFLA JAPAN） 理事。 
2001年、京都大学を退官、同大学名誉教授。
2001年、日本大学生物資源科学部教授。
2001年、日本造園学会 関西支部顧問。
1983年日本造園学会賞。1998年、日本公園緑地協会北村賞。2000年日本緑化工学会賞・功績賞。
2010年日本造園学会上原敬二賞受賞。

## 所属学協会
- 日本造園学会
- 日本緑化工学会
- 日本芝草学会
- 日本林学会
- 農村計画学会

## 書籍等出版物
- 『新領域土木ハンドブック』 朝倉書店  2003年
- 『下鴨神社と糺の森』 淡交社  2003年
- 『ランドスケープエコロジー』（4.5 緑化草地の植生遷移と管理）技報堂出版  1999年
- 『ランドスケープと緑化』 日本造園学会  1998年
- 『緑を創る植栽基盤-その整備手法と適応事例- 』ソフトサイエンス社  1998年
- 『景観論』ガレット・エクボ著　久保貞・中村一・吉田博宣・上杉武夫共訳